# Hans Christian Alexander von Schweinitz
Hans Christian Alexander von Schweinitz (geb. 10. März 1750 in Langenau (Schlesien); gest. 19. Dezember 1805 in Nieder-Adelsdorf, Kreis Goldberg, Provinz Schlesien) war ein preußischer Landrat.

## Leben

Wappen derer von Schweinitz

Hans Christian Alexander von Schweinitz war Angehöriger des schlesischen Adelsgeschlechts Schweinitz. Er war ein Sohn von Christian Ludwig von Schweinitz (1718–1764), Erbherr auf Friedersdorf und Langenau, und dessen Ehefrau Henriette Sophie, geb. Freiin von Glaubitz. Von 1765 bis 1767 besuchte er zunächst die Ritterakademie in Liegnitz. Im Anschluss trat er der Preußischen Armee bei und stieg dort im Verlaufe seiner 14-jährigen Dienstzeit im Dragonerregiment Nr. 1 von Katte bzw. von Normann bis zum Rang eines Leutnants auf. Nach seinem Abschied vom Militär wurde er Kreisdeputierter. Mittels Ordre vom 28. März 1790 wurde er zum neuen Landrat des Kreises Goldberg ernannt, womit er die Nachfolge von Valentin Sigismund von Redern und Probsthayn antrat. Dem vorausgegangen waren ein Vorschlag von Minister Hoym und eine erfolgreiche Wahl durch die Stände. Das Amt als Landrat übte er bis 1804 aus, Nachfolger wurde Caspar Conrad Gottlieb von Zedlitz.

## Persönliches
Hans Christian Alexander von Schweinitz saß auf Nieder-Adelsdorf und war seit Juni 1777 mit Christiane Amalia († 1815), einer Tochter von Johann Otto von Koeckritz auf Massel, verheiratet.